# Jacques Delors
Jacques Lucien Jean Delors (n. 20 iulie 1925, Paris, Île-de-France, Franța – d. 27 decembrie 2023, Paris, Métropole du Grand Paris, Franța) a fost un politician francez care a ocupat funcția de al optulea președinte al Comisiei Europene în perioada 1985-1995. 
A fost ministru al finanțelor din Franța din 1981 până în 1984. A fost membru al Parlamentului European din 1979 până în 1981. În calitate de președinte, Delors a fost cel mai vizibil și influent lider în afacerile europene. El a implementat politicile care leagă strâns națiunile membre și a promovat neobosit nevoia de unitate. A avut critici dar, în general, a fost respectat pentru imaginația și angajamentul său față de cauza unității europene. [citație necesară] Cele două realizări principale ale sale au fost crearea unei piețe unice care a făcut posibilă libera circulație a persoanelor, capitalului, bunurilor și serviciilor în cadrul Comunității Economice Europene (CEE). De asemenea, el a condus comitetul care a propus uniunea monetară pentru crearea euro, o nouă monedă unică care să înlocuiască monedele naționale individuale. Acest lucru a fost realizat prin semnarea Tratatului de la Maastricht în 1992.

## Politica franceză
Născut la Paris într-o familie originară din Corrèze, Delors a deținut prima oară în anii 1940 până în anii 1960 o serie de posturi în planuri bancare și de stat franceze la Banque de France. [2] Ca membru al Confederației Franceze a Muncitorilor Creștini, a participat la secularizarea acesteia și la înființarea Confederației Democratice Franceze a Muncii. În 1969, a devenit consilier pentru afaceri sociale al prim-ministrului gaullist Jacques Chaban-Delmas, o mișcare care a fost prezentată ca parte a extinderii lui Chaban către centrul și a atras mai întâi atenția mass-media către Delors personal. [2]
În 1957, pentru a evita conflictele de interese, Delors a părăsit CFDT când a devenit un înalt oficial guvernamental. În 1974 Delors s-a alăturat Partidului Socialist Francez, alături de alți creștini de stânga. El a fost unul dintre rarii membri ai partidului care a fost deschis religios, provocând astfel tradiția sa seculară de lungă durată a Laïcité. A slujit în Parlamentul European din 1979 până în 1981, devenind președinte al Comisiei pentru afaceri economice și monetare, participând activ la dezbaterile despre politicile economice, sociale și monetare. Sub președintele François Mitterrand, Delors a ocupat funcția de ministru al economiei și finanțelor din 1981 până în 1983 și ministru al economiei, finanțelor și bugetului din 1983 până în 1984. El a susținut o pauză în politicile sociale, o acceptare clară a economiei de piață și o aliniere cu social-democrația europeană. În mod critic, el a ținut linia cu privire la aderarea Franței la Sistemul Monetar European (SME), acordând prioritate stabilității monetare față de prioritățile de cheltuieli de stânga. Mitterrand a cochetat cu ideea de a-l numi prim-ministru, dar nu a făcut niciodată numirea.

## Președintele Comisiei Europene
Delors a devenit președintele Comisiei Europene în ianuarie 1985. În timpul președinției sale, el a supravegheat importante reforme bugetare și a pus bazele introducerii unei piețe unice în Comunitatea Europeană. A intrat în vigoare la 1 ianuarie 1993 și a permis libera circulație a persoanelor, a capitalului, a bunurilor și a serviciilor în cadrul Comunității.
Delors a condus, de asemenea, comitetul care la începutul anului 1989 a propus uniunii monetare să creeze o nouă monedă - euro - care să înlocuiască monedele naționale individuale. Acest lucru a fost făcut în Tratatul de la Maastricht din 1992.
În opoziție cu neoliberalismul strident al președintelui american Ronald Reagan (1981-1989) care a dominat agenda politică americană, Delors a promovat o interpretare alternativă a capitalismului care l-a încorporat în structura socială europeană. El a sintetizat trei teme. Din stânga a venit favorizarea redistribuirii bogăției și protecția celor mai slabi. În al doilea rând, o abordare neomercantilistă a dorit să maximizeze producția industrială europeană. O a treia a fost dependența de piață. Accentul său asupra dimensiunii sociale a Europei a fost și rămâne central pentru o narațiune puternică care a devenit un element cheie al autoidentificării Uniunii Europene.
Președinția Delors a fost considerată vârful influenței Comisiei Europene asupra integrării europene.

## Post-Președinție
Delors are un interes îndelungat pentru educație. Inițiator al unei legi franceze în 1971 (la formation professionnelle continue - FPC) care impunea firmelor să aloce o parte din profiturile lor pentru oportunități educaționale pentru angajații lor, el a prezidat, de asemenea, o Comisie UNESCO pentru Educație pentru secolul XXI, din 1993 până în 1996, al cărei raport final a fost publicat cu titlul ``Învățare: Comoara înăuntru. Această lucrare continuă să aibă o influență semnificativă asupra discursului despre învățarea pe tot parcursul vieții, formând fundamentul conceptual atât pentru indicele canadian de învățare compozit, cât și pentru proiectul European Lifelong Learning Indicators (ELLI).
În 1994, membrii Partidului Socialist Francez au încercat să-l convingă pe Delors să candideze la funcția de președinte al Franței. Sondajele au arătat că va avea șanse foarte mari să învingă pe oricare dintre principalii concurenți conservatori - prim-ministrul Édouard Balladur și primarul Parisului Jacques Chirac. Cu toate acestea, Delors a refuzat să candideze și eventualul candidat socialist, Lionel Jospin, a fost învins în alegerile prezidențiale din 1995 de Jacques Chirac.
Delors a fondat grupul de reflecție Notre Europe cu sediul la Paris, Notre Europe, în 1996 și rămâne unul dintre președinții săi. Este președinte al Conseil de l'emploi, des revenus et de la cohésion sociale și membru de onoare al Institutului Aspen France și al Clubului Romei.
La 15 septembrie 2010, Delors a susținut noua inițiativă Spinelli Group, care a fost înființată pentru a revigora eforturile de federalizare a Uniunii Europene. Alți susținători de seamă includ Daniel Cohn-Bendit, Guy Verhofstadt, Sylvie Goulard, Andrew Duff și Elmar Brok. 
În 2012, Delors a declarat în ziarul Handelsblatt că „Dacă britanicii nu pot susține tendința spre o mai mare integrare în Europa, putem rămâne totuși prieteni, dar pe o bază diferită. Mi-aș putea imagina o formă precum un spațiu economic european sau un spațiu liber-acord comercial."

## Viată personală
Delors este tatăl lui Martine Aubry (născută în 1950), care a servit ca prim secretar al Partidului Socialist Francez 2008–2012.

## Premii
În 1990, Delors a primit Freedom medal.
În 1992, Delors a primit Premiul Carol Cel Mare.
În 1995, Delors a câștigat Premiul Charles V, acordat de Fundación Academia Europea de Yuste.
În 2010, Delors a fost primul care a fost distins cu premiul Leonardo European Corporate Learning Award.
La 25 iunie 2015, Donald Tusk a anunțat că Delors va deveni a treia persoană care va primi titlul de Cetățean de Onoare al Europei, ca recunoaștere a „contribuției sale remarcabile la dezvoltarea proiectului european”.